# Lijst van onroerend erfgoed in Gent/F
Een overzicht van het onroerend erfgoed in Gent. Het onroerend erfgoed maakt deel uit van het cultureel erfgoed in België.
| Object                                                  | Erfgoedstatus? | Bouwjaar of architect     | Deelgemeente | Adres                                                                        | Coördinaten                  | Nummer? | Afbeelding                                              |
| ------------------------------------------------------- | -------------- | ------------------------- | ------------ | ---------------------------------------------------------------------------- | ---------------------------- | ------- | ------------------------------------------------------- |
| Parochiekerk Sint-Antonius van Padua                    |                | 1900 Hendrik Geirnaert    | Gent         | Forelstraat zonder nummer                                                    | 51° 2' 53" NB, 3° 44' 32" OL | 18234   | Parochiekerk Sint-Antonius van Padua                    |
| Vier burgerhuizen                                       |                |                           | Gent         | Forelstraat 53-65                                                            | 51° 2' 52" NB, 3° 44' 28" OL | 18235   | Vier burgerhuizen                                       |
| Twee neoclassicistische burgerhuizen                    |                |                           | Gent         | Forelstraat 34-36                                                            | 51° 2' 51" NB, 3° 44' 29" OL | 18236   | Twee neoclassicistische burgerhuizen                    |
| Pastorie Sint-Antonius van Paduaparochie                | Monument       | 1901 Hendrik Geirnaert    | Gent         | Forelstraat 60                                                               | 51° 2' 53" NB, 3° 44' 31" OL | 18237   | Pastorie Sint-Antonius van Paduaparochie                |
| Neoclassicistisch burgerhuis                            |                |                           | Gent         | Forelstraat 89-91                                                            | 51° 2' 54" NB, 3° 44' 31" OL | 18238   | Neoclassicistisch burgerhuis                            |
| Herenhuis                                               |                |                           | Gent         | Forelstraat 93                                                               | 51° 2' 55" NB, 3° 44' 32" OL | 18239   | Herenhuis                                               |
| Twee herenhuizen in eenheidsbebouwing                   |                |                           | Gent         | Forelstraat 95-97                                                            | 51° 2' 55" NB, 3° 44' 32" OL | 18240   | Twee herenhuizen in eenheidsbebouwing                   |
| Burgerhuis 't Huis Sint-Antoon                          |                |                           | Gent         | Forelstraat 98                                                               | 51° 2' 55" NB, 3° 44' 37" OL | 18241   | Burgerhuis 't Huis Sint-Antoon                          |
| Burgerhuis                                              |                |                           | Gent         | Forelstraat 99                                                               | 51° 2' 55" NB, 3° 44' 33" OL | 18242   | Burgerhuis                                              |
| Stadswoning met bakkerij                                |                |                           | Gent         | Forelstraat 100                                                              | 51° 2' 55" NB, 3° 44' 37" OL | 18243   | Stadswoning met bakkerij                                |
| Neoclassicistisch herenhuis                             |                |                           | Gent         | Forelstraat 131-135                                                          | 51° 2' 57" NB, 3° 44' 36" OL | 18244   | Neoclassicistisch herenhuis                             |
| Dienstgebouw Nationale Maatschappij der Buurtspoorwegen |                |                           | Gent         | Forelstraat 147                                                              | 51° 2' 57" NB, 3° 44' 37" OL | 18245   | Dienstgebouw Nationale Maatschappij der Buurtspoorwegen |
| Neoclassicistisch burgerhuis                            |                |                           | Gent         | Fortlaan 15                                                                  | 51° 2' 10" NB, 3° 43' 1" OL  | 18246   | Neoclassicistisch burgerhuis                            |
| Burgerhuis                                              |                |                           | Gent         | Fortlaan 16                                                                  | 51° 2' 9" NB, 3° 43' 1" OL   | 18247   | Burgerhuis                                              |
| Burgerhuis in art nouveau ontworpen door Beert-Campens  |                |                           | Gent         | Fortlaan 17                                                                  | 51° 2' 9" NB, 3° 43' 2" OL   | 18248   | Burgerhuis in art nouveau ontworpen door Beert-Campens  |
| Burgerhuis                                              |                |                           | Gent         | Fortlaan 18                                                                  | 51° 2' 9" NB, 3° 43' 2" OL   | 18249   | Burgerhuis                                              |
| Burgerhuis, gedateerd 1896                              |                |                           | Gent         | Fortlaan 77                                                                  | 51° 2' 7" NB, 3° 43' 5" OL   | 18250   | Burgerhuis, gedateerd 1896                              |
| Burgerhuis, gedateerd 1897                              |                |                           | Gent         | Fortlaan 78                                                                  | 51° 2' 7" NB, 3° 43' 5" OL   | 18251   | Burgerhuis, gedateerd 1897                              |
| Burgerhuis                                              |                |                           | Gent         | Fortlaan 79                                                                  | 51° 2' 7" NB, 3° 43' 5" OL   | 18252   | Burgerhuis                                              |
| Burgerhuis in neoclassicistische stijl                  |                |                           | Gent         | Fortlaan 80                                                                  | 51° 2' 7" NB, 3° 43' 6" OL   | 18253   | Burgerhuis in neoclassicistische stijl                  |
| Hoekappartementsgebouw                                  |                |                           | Gent         | Francisco Ferrerlaan 19-23                                                   | 51° 4' 3" NB, 3° 41' 59" OL  | 18255   | Hoekappartementsgebouw                                  |
| Jutespinnerij en twijnderij Filature du Rabot           |                |                           | Gent         | Frans van Ryhovelaan 2A-D                                                    | 51° 4' 0" NB, 3° 42' 32" OL  | 18257   | Jutespinnerij en twijnderij Filature du Rabot           |
| Poortgebouwen stadsschool                               |                |                           | Gent         | Frans van Ryhovelaan 191, Lavendelstraat zonder nummer                       | 51° 4' 17" NB, 3° 42' 31" OL | 18260   | Poortgebouwen stadsschool                               |
| Suikerijfabriek De Zon                                  |                |                           | Gent         | Fuchsiastraat 100                                                            | 51° 4' 13" NB, 3° 42' 19" OL | 18262   | Suikerijfabriek De Zon                                  |
| Gieterij Heynderyckx                                    |                |                           | Gent         | Francisco Ferrerlaan 210, Lavendelstraat 66, 66A                             | 51° 4' 16" NB, 3° 42' 26" OL | 18442   | Gieterij Heynderyckx                                    |
| Hoekhuis en stadswoningen                               |                |                           | Gent         | Filips van Arteveldestraat 1-5, 9                                            | 51° 3' 3" NB, 3° 44' 7" OL   | 19131   | Hoekhuis en stadswoningen                               |
| Twee stadswoningen                                      |                |                           | Gent         | Filips van Arteveldestraat 33-35                                             | 51° 3' 1" NB, 3° 44' 7" OL   | 19132   | Twee stadswoningen                                      |
| Stadswoning                                             |                |                           | Gent         | Filips van Arteveldestraat 37                                                | 51° 3' 1" NB, 3° 44' 6" OL   | 19135   | Stadswoning                                             |
| Burgerhuizen in neoclassicistische stijl                |                |                           | Gent         | Franklin Rooseveltlaan 1-3                                                   | 51° 2' 51" NB, 3° 43' 46" OL | 19138   | Burgerhuizen in neoclassicistische stijl                |
| Burgerhuis                                              |                |                           | Gent         | Frans Ackermanstraat 21                                                      | 51° 3' 11" NB, 3° 43' 59" OL | 19140   | Burgerhuis                                              |
| Kartuizerklooster                                       | Monument       |                           | Gent         | Fratersplein 9, 9A, Groenebriel 3                                            | 51° 3' 48" NB, 3° 43' 23" OL | 19141   | Kartuizerklooster                                       |
| Hoekhuis en stadswoningen                               |                |                           | Gent         | Ferdinand Lousbergskaai 10-11, 13-17, 26-29, 30, 55-56, 97-100, 101, 133-134 | 51° 2' 59" NB, 3° 44' 19" OL | 19495   | Hoekhuis en stadswoningen                               |
| Twee burgerhuizen met lijstgevel                        |                |                           | Gent         | Ferdinand Lousbergskaai 22-23, 25                                            | 51° 3' 5" NB, 3° 44' 14" OL  | 19496   | Twee burgerhuizen met lijstgevel                        |
| Empireherenhuis ontworpen door J.-B. Pisson             | Monument       | 1793 Jean-Baptiste Pisson | Gent         | Ferdinand Lousbergskaai 32                                                   | 51° 3' 2" NB, 3° 44' 15" OL  | 19497   | Empireherenhuis ontworpen door J.-B. Pisson             |
| Burgerhuis                                              |                |                           | Gent         | Ferdinand Lousbergskaai 35                                                   | 51° 3' 0" NB, 3° 44' 17" OL  | 19498   | Burgerhuis                                              |
| Neoclassicistische burgerhuizen                         |                |                           | Gent         | Ferdinand Lousbergskaai 37-38, 39, 43-48, 100-101, 121-123, 128-129          | 51° 2' 42" NB, 3° 44' 24" OL | 19500   | Neoclassicistische burgerhuizen                         |
| Eclectisch herenhuis                                    |                |                           | Gent         | Ferdinand Lousbergskaai 40-41, 42                                            | 51° 2' 59" NB, 3° 44' 19" OL | 19501   | Eclectisch herenhuis                                    |
| Burgerhuis                                              |                |                           | Gent         | Ferdinand Lousbergskaai 57                                                   | 51° 2' 55" NB, 3° 44' 21" OL | 19502   | Burgerhuis                                              |
| Drie burgerhuizen                                       |                |                           | Gent         | Ferdinand Lousbergskaai 90-93                                                | 51° 2' 53" NB, 3° 44' 23" OL | 19503   | Drie burgerhuizen                                       |
| Rusthuis Lousbergsinstituut                             |                |                           | Gent         | Ferdinand Lousbergskaai 103-106                                              | 51° 2' 46" NB, 3° 44' 24" OL | 19504   | Rusthuis Lousbergsinstituut                             |
| Kunstenaarswoning van E. Godchoul                       |                |                           | Gent         | Ferdinand Lousbergskaai 117                                                  | 51° 2' 43" NB, 3° 44' 24" OL | 19505   | Kunstenaarswoning van E. Godchoul                       |
| Burgerhuis Maison Raes                                  |                |                           | Gent         | Ferdinand Lousbergskaai 127                                                  | 51° 2' 41" NB, 3° 44' 24" OL | 19506   | Burgerhuis Maison Raes                                  |
| Twee interbellumwoningen                                |                |                           | Gent         | Ferdinand Lousbergskaai 130-131, 132                                         | 51° 2' 40" NB, 3° 44' 25" OL | 19507   | Twee interbellumwoningen                                |
| Hoekhuis ontworpen door J.G. Semey                      |                |                           | Gent         | Ferdinand Lousbergskaai 135                                                  | 51° 2' 39" NB, 3° 44' 24" OL | 19508   | Hoekhuis ontworpen door J.G. Semey                      |
| Burgerhuis                                              |                |                           | Gent         | Ferdinand Lousbergskaai 136                                                  | 51° 2' 39" NB, 3° 44' 24" OL | 19509   | Burgerhuis                                              |
| Burgerhuis in empire                                    |                |                           | Gent         | Ferdinand Lousbergskaai 137                                                  | 51° 2' 39" NB, 3° 44' 24" OL | 19510   | Burgerhuis in empire                                    |
| Burgerhuis                                              |                |                           | Gent         | Ferdinand Lousbergskaai 138-139                                              | 51° 2' 39" NB, 3° 44' 25" OL | 19511   | Burgerhuis                                              |
| Burgerhuis naar ontwerp van Petrus Jozef Van Renterghem |                |                           | Gent         | Frans Spaestraat 15                                                          | 51° 2' 21" NB, 3° 44' 4" OL  | 20322   | Burgerhuis naar ontwerp van Petrus Jozef Van Renterghem |
| Burgerhuis in art nouveau                               |                |                           | Gent         | Frans Spaestraat 24                                                          | 51° 2' 20" NB, 3° 44' 2" OL  | 20323   | Burgerhuis in art nouveau                               |
| Burgerhuis ontworpen door H. Vaerwyck-Suys              |                |                           | Gent         | Franklin Rooseveltlaan 101                                                   | 51° 2' 47" NB, 3° 43' 48" OL | 20944   | Burgerhuis ontworpen door H. Vaerwyck-Suys              |
| Burgerhuizen                                            |                |                           | Gent         | Franklin Rooseveltlaan 236, 305-307                                          | 51° 2' 43" NB, 3° 43' 51" OL | 20948   | Burgerhuizen                                            |
| Neobarok herenhuis, gedateerd 1881                      |                |                           | Gent         | Franklin Rooseveltlaan 308                                                   | 51° 2' 41" NB, 3° 43' 52" OL | 20949   | Neobarok herenhuis, gedateerd 1881                      |
| Burgerhuis                                              |                |                           | Gent         | Franklin Rooseveltlaan 401                                                   | 51° 2' 38" NB, 3° 43' 54" OL | 20951   | Burgerhuis                                              |
| Burgerhuis                                              |                |                           | Gent         | Franklin Rooseveltlaan 402                                                   | 51° 2' 38" NB, 3° 43' 54" OL | 20952   | Burgerhuis                                              |
| Burgerhuis                                              |                |                           | Gent         | Franklin Rooseveltlaan 404                                                   | 51° 2' 37" NB, 3° 43' 54" OL | 20953   | Burgerhuis                                              |
| Hoekhuis                                                |                |                           | Gent         | François Laurentplein 4                                                      | 51° 3' 3" NB, 3° 43' 40" OL  | 25683   | Hoekhuis                                                |
| Burgerhuis ontworpen door van Crombrugghe               |                |                           | Gent         | François Laurentplein 6                                                      | 51° 3' 3" NB, 3° 43' 40" OL  | 25684   | Burgerhuis ontworpen door van Crombrugghe               |
| Burgerhuis                                              |                |                           | Gent         | François Laurentplein 8                                                      | 51° 3' 3" NB, 3° 43' 40" OL  | 25685   | Burgerhuis                                              |
| Hoekhuis ontworpen door M. De Noyette                   |                | Modeste de Noyette        | Gent         | François Laurentplein 10-18                                                  | 51° 3' 2" NB, 3° 43' 40" OL  | 25686   | Hoekhuis ontworpen door M. De Noyette                   |
| Burgerhuis                                              |                |                           | Gent         | François Benardstraat 23                                                     | 51° 2' 32" NB, 3° 43' 57" OL | 83698   | Burgerhuis                                              |
| Identieke neoclassicistische burgerhuizen               |                |                           | Gent         | François Benardstraat 70-72                                                  | 51° 2' 30" NB, 3° 43' 51" OL | 83700   | Identieke neoclassicistische burgerhuizen               |
| Neobarokke burgerhuizen, gedateerd 1887                 |                |                           | Gent         | François Benardstraat 64-68                                                  | 51° 2' 30" NB, 3° 43' 51" OL | 83701   | Neobarokke burgerhuizen, gedateerd 1887                 |

Gent sensu stricto, alfabetisch op straatnaam: A · B · Bu · C · D · E · F · G · H · I · J · K · Ka · Ko · L · M · N · O · P · Q · R · S · Sint · T · UV · W · XYZ

Overige deelgemeenten: Afsnee · Drongen · Desteldonk · Gentbrugge · Ledeberg · Mariakerke · Mendonk · Oostakker · Sint-Amandsberg · Sint-Denijs-Westrem · Sint-Kruis-Winkel · Wondelgem · Zwijnaarde

Lijst van onroerend erfgoed in Oost-Vlaanderen